# Macrocentrum parvulum
Macrocentrum parvulum är en tvåhjärtbladig växtart som beskrevs av Henry Allan Gleason. Macrocentrum parvulum ingår i släktet Macrocentrum och familjen Melastomataceae. Inga underarter finns listade i Catalogue of Life.